# سميتانة
السَّمِيتانة (من الروسية: Смета́на، سميتانا) أو الشِّمَند (بالألمانية: Schmand) من أنواع القشدة الحامضة السائدة في وسط وشرق وجنوب شرق أورُبَّة. هو منتج ألبان يُنتج عن طريق تحميض القشدة الثقيلة. تُشبه القشدة الطازجة (28٪ دهن)، لكنه يباع في الوقت الحاضر بنسبة 9٪ إلى 42٪ من دهن الحليب حسب البلد. تختلف خصائص الطهي عن القشطة الطازجة والقشدة الحامضة الأخف التي تباع في الولايات المتحدة، والتي تحتوي على 12 إلى 16٪ دهن.  يستخدم على نطاق واسع في الطبخ والخَبز.

## الصور

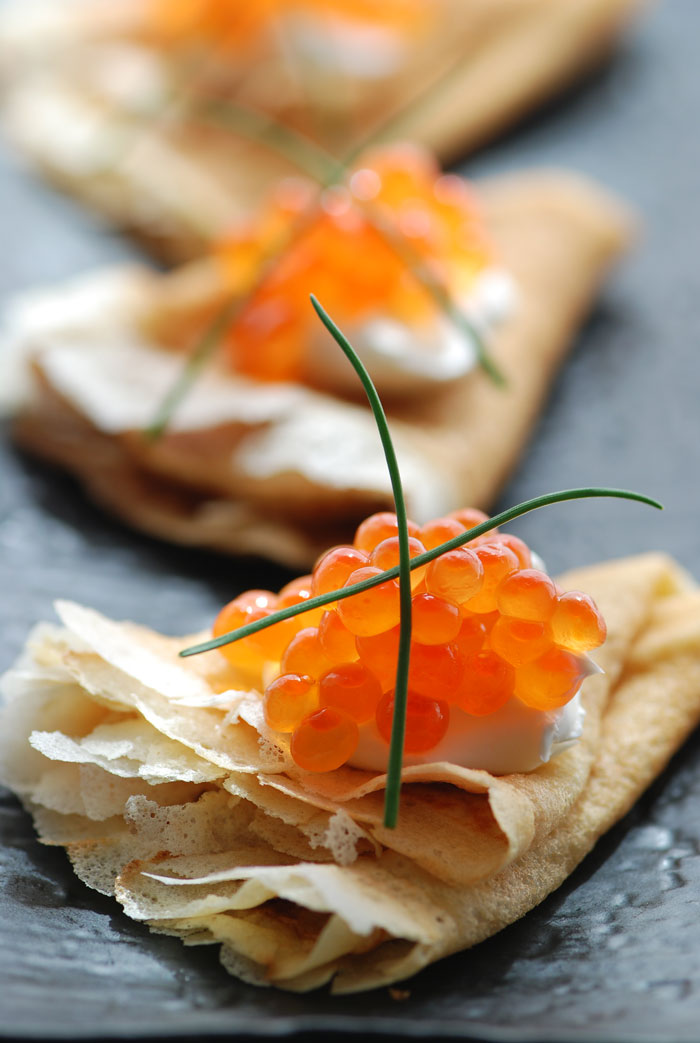
بليني روسي تقليدي مع سميتانة وبطرخ "الكَفيار الأحمر"
أطباق البيروغة مع سميتانة وبصل
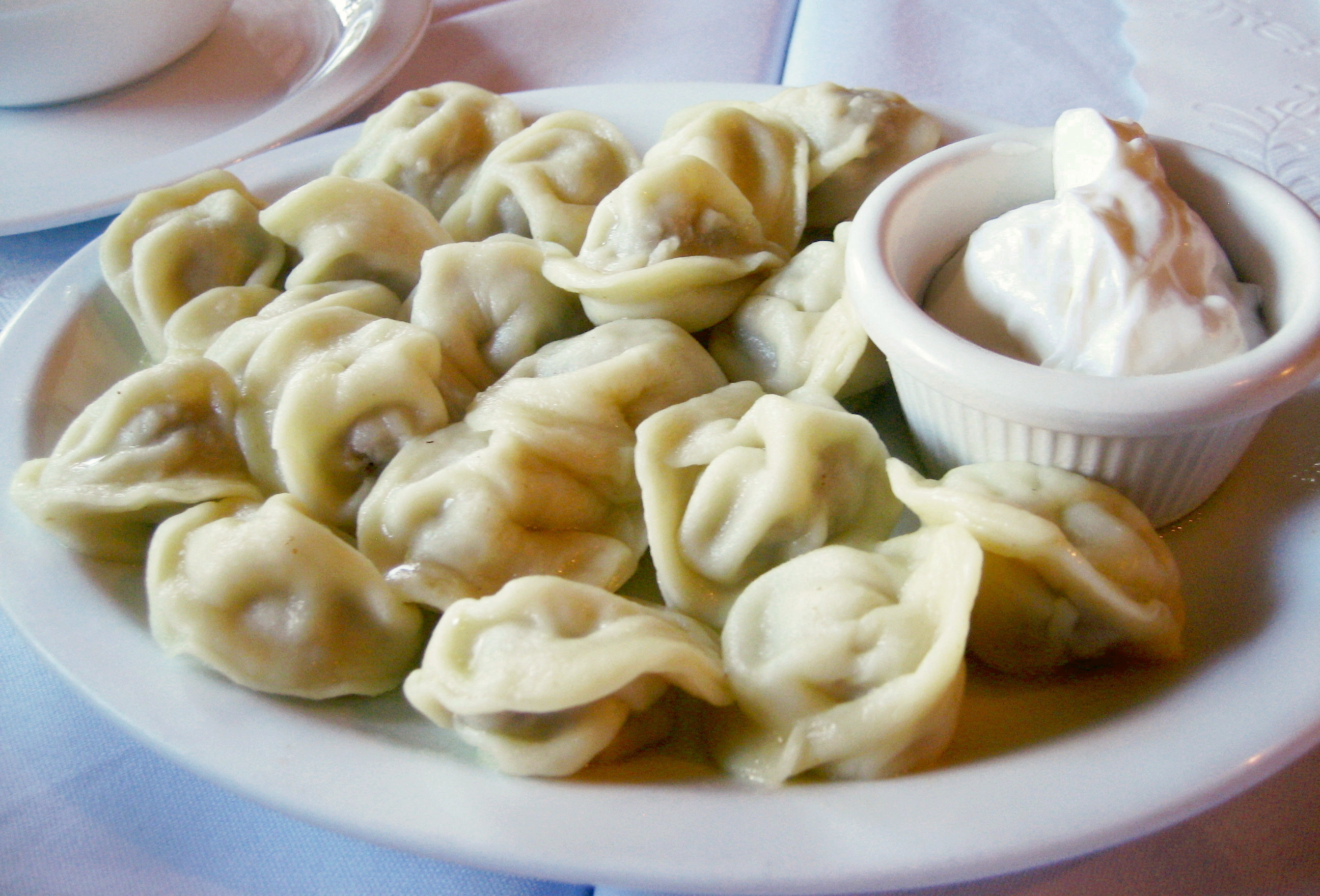
يقدم بِلميني مع السميتانة
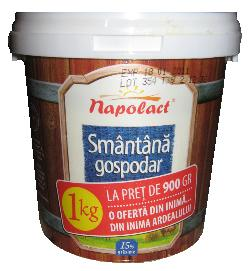